# Souvenir Jacques Goddet
Souvenir Jacques Goddet er en pris og pengepræmie i cykelløbet Tour de France. Prisen er blevet uddelt siden i 2001. Den er opkaldt efter den historisk set anden Tour de France-direktør og franske sportsjournalist Jacques Goddet. Den tildeles den første rytter der når toppen af det 2.115 m høje Col du Tourmalet-bjergpas i Pyrenæerne, bortset fra løbet i 2002 hvor Col d'Aubisque blev brugt, og Touren i 2007, hvor den blev uddelt på Port de Pailhères. Et monument over Goddet blev rejst på toppen af Tourmalet kort efter hans død i 2000.  Siden 2003 har pengepræmien været på 5.000 euro. I 2019 blev Thibaut Pinot den første gentagne vinder af prisen.